# Обладунок тварини
Обладунок тварини – бойове захисне спорядження, що захищає бойову тварину під час військових конфліктів, боїв та турнірів. 

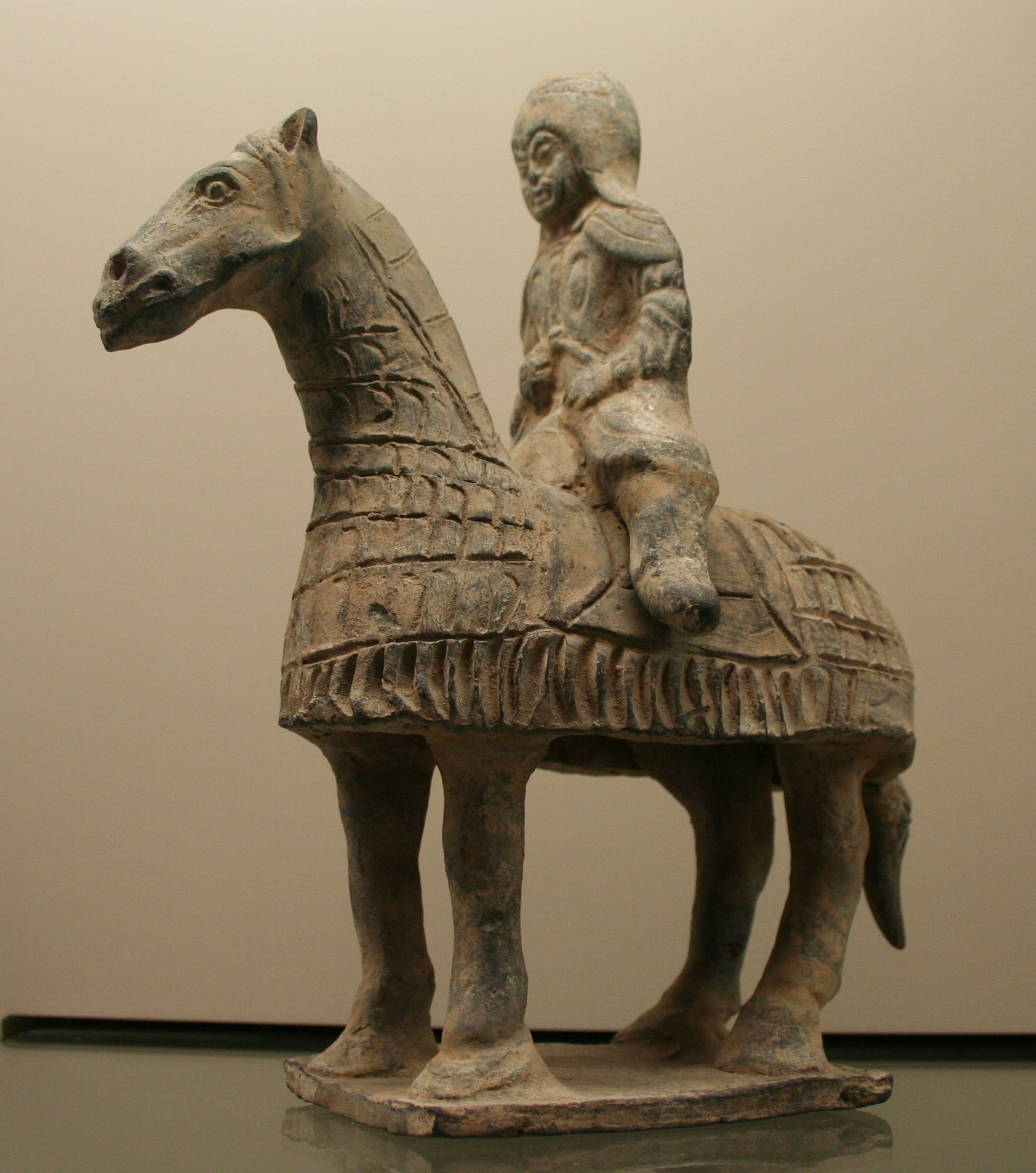
Китайський вершник на броньованому коні. IV – VI ст. від Р.Х.

Оскільки бойова тварина (передусім кінь) дуже цінувалася у давні часи, і до того ж представляла вельми привабливу мішень для ворожої зброї, людина здавна використовувала тваринний обладунок. Найдавніше зображення такого обладунку знаходиться на «штандарті з Уру» XXV ст. до Р.Х. з Межиріччя. Вони мають вигляд нагрудників, очевидно шкіряних, прив’язаних до ярма онагрів, що везуть бойові колісниці. Обладунок, ймовірно, з металевих пластин, прикриває боки коня фараона Рамзеса II на рельєфі його гробниці (XIII ст. до Р.Х.). Запряжені у колісниці коні, захищені шкіряними ременями з металевими бляхами та кистями, зображені на ассирійських рельєфах IX ст. Тваринний обладунок використовувався у II – І тис. до Р.Х. в Урарту, Єгипті, державі Селевкідів тощо, головним чином для захисту коней, запряжених у колісниці. Обладунок верхових тварин (бронзовий намордник, нагрудні пластини, фалари) використовували у середині І тис. до Р.Х. в Ассирії, Персії та Скіфії. 

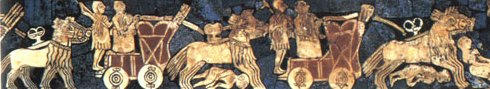
«Штандарт з Уру» XXV ст. до Р.Х.

## Бойовий кінь

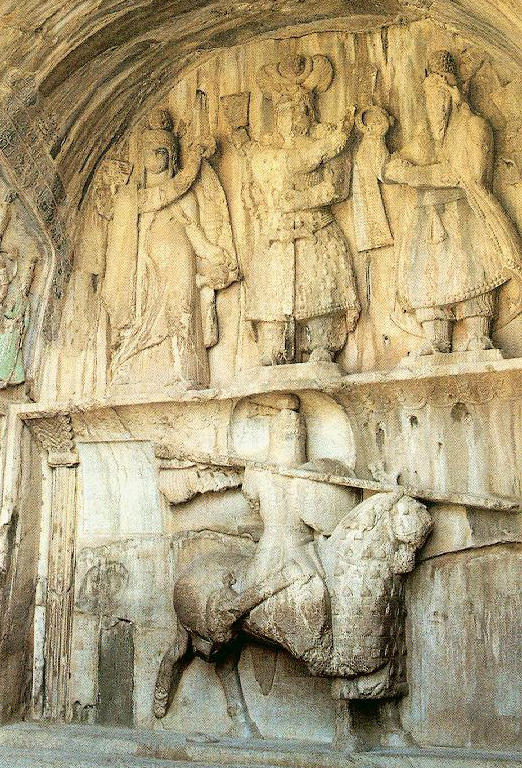
Перський правитель Хосров II на захищеному обладунком коні. VI ст.

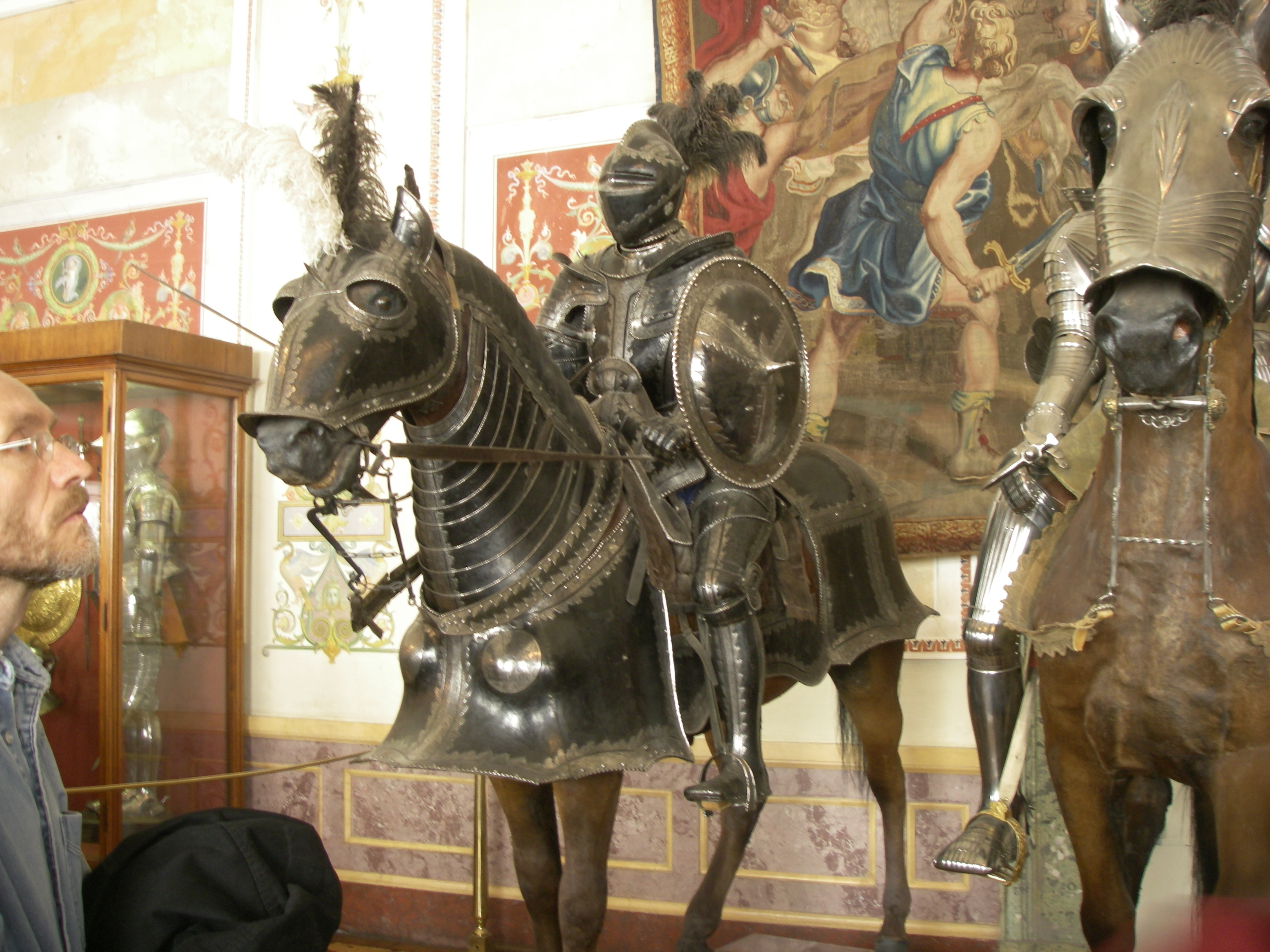
Обладунок лицаря та його коня. XVI ст.

У І ст. до Р.Х. на Близькому Сході розвивається тип  важкоозброєної кавалерії – катафрактарії – коні яких були максимально захищені обладунком. На рельєфі І ст. від Р.Х. з Дурра-Європос бойова тварина парфянського катафрактарія одягнута у важкий лускатий обладунок, що прикривав голову, шию та круп коня. На рельєфі Траянової Колони того ж часу повністю закритими обладунками зображені коні сарматів. Важкий залізний лускатий кінський обладунок, датований двома століттями пізніше, знайдений археологами у Дурра-Европосі. Він складався з двох бокових частин, поєднаних між собою на спині та грудях. У Середні віки для виготовлення тваринного обладунку почали використовувати прямокутні пластинки, поєднані між собою подібно до платівчасто-набірних панцирів. Подібні обладунки використовувалися азійською важкою кіннотою протягом Середніх віків. Монгольські кінські обладунки складалися з пластинчастих металевих чи шкіряних намордника, нашийника, нагрудника, накрупника та двох набічників. Елементи захисту бойового коня (намордники, нагрудники, рідше повний обладунок) були поширені у армії Османської імперії у XV – XVII ст. 
Засоби захисту коня використовувались під час тренувань у метанні дротиків у стародавньому Римі. У римській армії, а пізніше й у візантійській, існували загони «клібанаріїв», коні яких були одягнені у обладунки, подібні до близькосхідних катафрактаріїв. Пізніше у Європейських арміях кінський обладунок почали використовувати лише у період розвиненого Середньовіччя. У часи Хрестових походів коней покривали різнокольоровими попонами, що інколи підбивалися товстою матерією чи ватою, що давала деякий захист від метальної зброї. З XIII ст. лицарських коней покривали кольчужною матерією, шкіряними нагрудниками, намордниками та накрупниками. У XV ст., з розвитком суцільного лицарського обладунку, з’являється кінський обладунок, що прикривав більшість тіла коня. Такі, витончено оформлені, обладунки складалися з виготовлених з великих листів заліза намордника (з пластинами, що прикривали боки голови і вуха), нашийника (частіше за все він захищав шию лише зверху), нагрудника та двох бокових частин, що прикривали круп; сідло та узда зазвичай теж покривалися листами заліза, забезпечуючи додатковий захист коня. Такий важкий обладунок протримався у європейській важкій кінноті до XVI ст. Важкі обладунки, подібні до бойових, використовувались у Західній Європі під час турнірів. Інколи, щоб запобігти травмам коня, їх робили максимально непроникними для зброї, прикриваючи металевою сіткою навіть очні отвори. 
На Русі засоби захисту бойової тварини не були поширені. На думку М. Гореліка, відома знахідка кінського налобника біля Києва відноситься до виробів близькосхідних майстрів XVI ст. Єдиний відомий екземпляр російського кінського обладунку XVII ст. з Оружейної палати Московського Кремля відноситься скоріше до парадної зброї. У Японії елементи тваринного обладунку (кінські налобники, попони) використовувалися суто як парадне вбрання коней.

## Бойовий слон
Бойові обладунки застосовували також для захисту бойових слонів, які використовувались у арміях країн Сходу у античні та середньовічні часи. Вперше елементи захисту для слонів почали застосовувати в епоху еллінізму. Такий обладунок складався з наголов’я, що прикривало також частину хобота тварини, попони, можливо браслетів на ноги та шию, а також вежі для людей, що теж захищала боки та спину тварини. Індійські зброярі епохи пізнього середньовіччя робили слоновий обладунок з пластинок і кілець, матерії та металевих блях. Така броня чи броньована попона прикривала майже все тіло слона.
 В кінці XVI — XVII століть на півночі Індії в період правління Великих Моголів були виготовлені найбільші у світі обладунки для тварини — індійського слона. Броня, яка зараз важить 118 кг, спочатку була обшита 8 439 металевими пластинами і важила 159 кг. Ця унікальна броня зберігається в Королівському музеї зброї (Лідс, Велика Британія).